# Цукисима, Хироси
Хироси Цукисима (яп. 築島 裕 Цукисима Хироси, 12 октября 1925 — 11 апреля 2011) — японский научный деятель, языковед, специалист по японскому языку. Почетный профессор историко-филологического факультета Токийского университета. Доктор историко-филологических наук.

## Биография
Родился в Токио. В 1948 году окончил кафедру японского языка историко-филологического факультета Токийского университета. В 1961 году защитил докторскую диссертацию на тему «Исследование японского прочтения китайских иероглифов в период Хэйан». В том же году получил должность доцента педагогического факультета Токийского университета. В 1964 году получил премию Японской академии наук за исследования в области языкознания. В 1976 году повышен до профессора историко-филологического факультета. В 1986 году вышел на пенсию, получил титул почетного профессора. Работал профессором на историко-филологическом факультете университета Тюо. В 1995 году избран членом Японской академии наук. В 1996 году, после отставки из университета Тюо, награждён государственной наградой — Орденом священного сокровища 2-й степени. Умер 2011 года от рака слепой кишки в возрасте 85 лет.

## Работы
Цукисима является автором нескольких тысяч работ, посвященных истории японского языка IX—XII века. Он занимался проблемами японской лексикографии, фразеологии и словообразования, особенностями японской средневековой письменности. Основные труды Цукисимы:
1. 国語学要説 [Очерки по изучению японского языка] — 創元社, 1959.
2. 平安時代の漢文訓読語につきての研究 [Исследования японского прочтения китайских иероглифов в период Хэйан] — 東京大学出版会, 1963.
3. 国語学 [Японское языкознание] — 東京大学出版会, 1964.
4. 興福寺本大慈恩寺三蔵法師伝古点の国語学的研究 [Языковедческое исследование тексте из архива монастыря Кофукудзи]— 東京大学出版会, 1965—1967.
5. 切符の話 [Разговоры о марках] — 真珠書院, 1968年.
6. 平安時代語新論 [Новые теории японского языка периода Хэйан] — 東京大学出版会, 1969.
7. 古代日本語発掘 [Раскопки древнего японского языка] — 学生社, 1970.
8. 国語の歴史 [История японского языка] — 東京大学出版会〈UP選書〉, 1977.
9. 大般若経音義の研究 本文篇 [Исследования сутры Дай-Ние] — 勉誠社, 1977.
10. 日本語の世界5．仮名 [Мир японского языка 5. Кана] — 中央公論社, 1981.
11. 歴史的仮名遣いーその成立と特徴 [Историческая орфография — становление и особенности]— 中公新書, 1986.
12. 平安時代の国語 [Японский язык периода Хэйан] — 東京堂出版, 1987.
13. 日本漢字音史論輯 [Краткая история прочтения иероглифов в Японии]— 汲古書院, 1995.
14. 平安時代訓点本論考 研究篇 [Основное исследование японского прочтения китайских иероглифов в период Хэйан]— 汲古書院, 1996.